# Ptychoptera handlirschi
Ptychoptera handlirschi är en tvåvingeart som först beskrevs av Czizek 1919.  Ptychoptera handlirschi ingår i släktet Ptychoptera och familjen glansmyggor. Inga underarter finns listade i Catalogue of Life.